# Tomáš Koubek
Tomáš Koubek (Hradec Králové, 1992. augusztus 26. –) cseh válogatott labdarúgó, a Slovan Liberec játékosa.

## Sikerei, díjai

### Klub
- Rennes
  - Francia kupa: 2018–19

### Válogatott
- Csehország U19
  - U19-es labdarúgó-Európa-bajnokság döntős: 2011